# Whitesnake
Whitesnake is een Britse hardrockband, opgericht in 1977 door David Coverdale, voormalig zanger van Deep Purple.

## Geschiedenis

### 1978: het begin
Eerste om toe te treden tot de nieuwe band was (slide)gitarist Micky Moody, met wie Coverdale al werkte aan zijn beide soloplaten White Snake en North Winds. De eerste bezetting werd vervolledigd door gitarist Bernie Marsden, bassist Neil Murray en drummer Dave Dowle. Als toetsenist fungeerde aanvankelijk Brian Johnstone. Hun eerste optreden vond plaats op 23 februari 1978 in de Sky Bird Club in Nottingham.
Met producer en inmiddels ook toetsenist Pete Solley werd een ep, Snakebite, opgenomen waarop vooral "Ain't No Love in the Heart of the City" tijdens de vele liveconcerten een vaste waarde werd. Het is een cover van een soulnummer van Bobby Bland waar Moody een nieuwe intro aan toevoegt, geleend van "Come Together" van The Beatles.

### 1978-1982: Classic Whitesnake

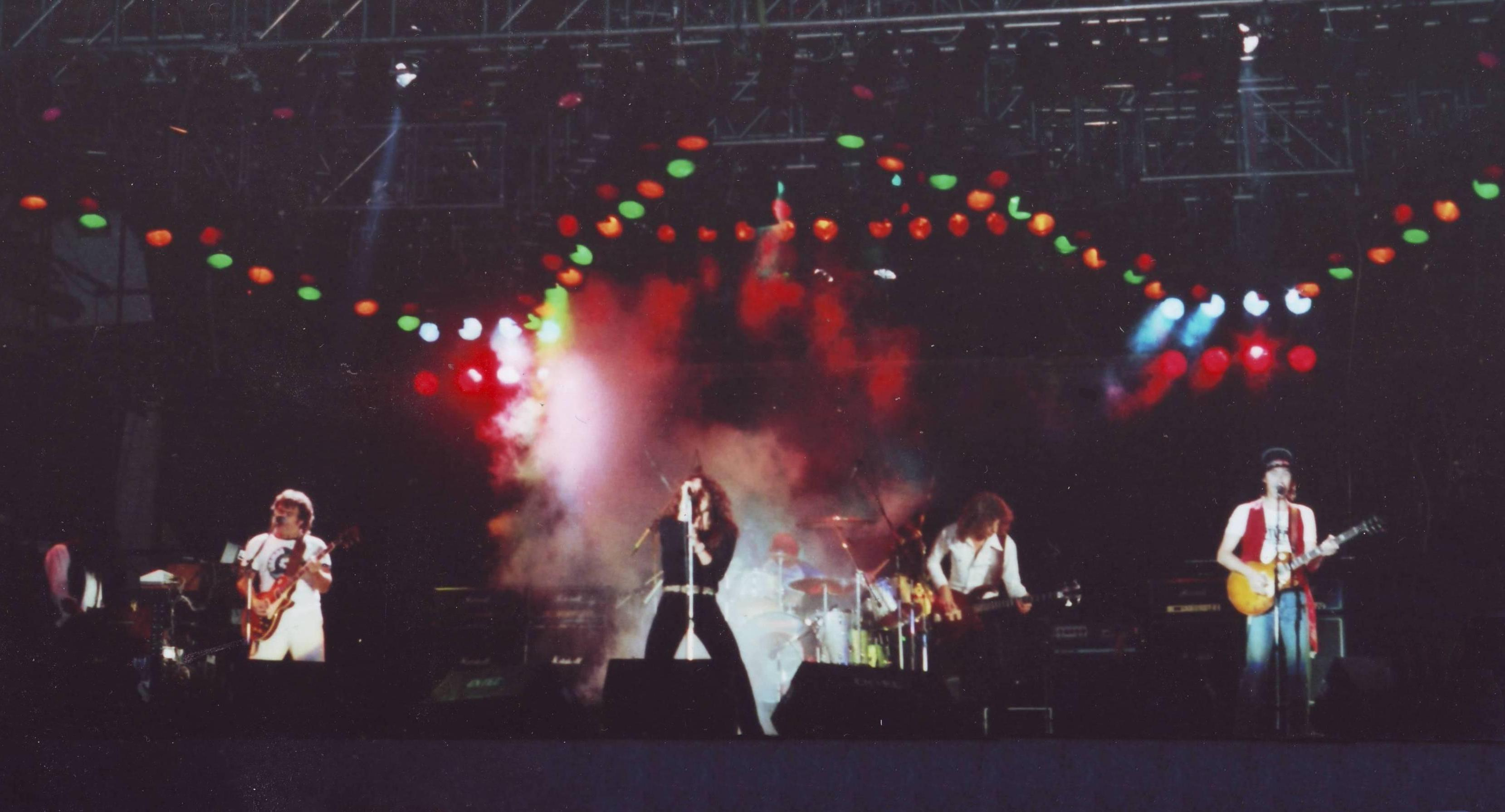
Whitesnake tijdens Reading Festival in Reading, Berkshire, Engeland, 1980

Tijdens de opnames van het eerste album bleef Coverdale op zoek naar een geschikte toetsenist tot Jon Lord (ook al Coverdales collega in Deep Purple) bezweek onder Coverdales argumenten en in augustus 1978 tot Whitesnake toetrad. Op het eerste album Trouble is zijn inbreng slechts een overdub, daarna werd zijn inbreng markanter.
Grote verwondering ontstond toen daarna ook Ian Paice – toen al ex-Deep Purple – de rangen kwam vervoegen. Zijn allereerste optreden met Whitesnake was trouwens op het Jazz Bilzen Festival (1979) in België. Met drie oud-Deep Purple-leden in de rangen droomden vele fans reeds van een nieuwe Deep Purple. De inbreng van het gitaristenduo Moody/Marsden bleek echter de belangrijkste troef te zijn voor Whitesnake, de oud-Purpleleden werden door de drie M's dan ook de "brass section" bestempeld. Ze traden in die dagen ook vaak op met T-shirts waarop de tekst "No I wasn't in F**king Deep Purple" stond. Coverdale zelf verklaarde trouwens dat Deep Purple met hem alleen nog samenkwam mocht Whitesnake groter worden dan Deep Purple. De band toerde en nam platen op aan de lopende band. Vooral live bleek de band een voltreffer te zijn tussen het jonge punkgeweld.

### 1983
In 1982 nam de band een kleine pauze wegens ziekte van Coverdale's dochter. Paice en Murray besloten bij Gary Moore te blijven, waar ze eerst tijdelijk ingelijfd waren. Coverdale besloot toen al om Cozy Powell in zijn band op te nemen, terwijl oud-Trapeze-gitarist Mel Galley en bassist Colin Hodgkinson de overige nieuwelingen waren. Alleen Jon Lord bleef aan boord, al keerde Micky Moody ook al vroeg terug naar Whitesnake. Moody verliet de band alweer in 1983 na een intensieve tournee (onder andere op het Monsters of Rock festival in Castle Donington en twee keer in Vorst Nationaal) en de opnames van het album Slide It In.

### 1984-1985: verandering van stijl
Van een bluesband ging Whitesnake meer de traditionele hardrockkant op. Bij de komst van voormalig Thin Lizzy-gitarist John Sykes en de terugkeer van Neil Murray werd het album geremixt, waardoor er twee versies van op de markt zijn. Toen Jon Lord vertrok naar de eerste Deep Purple-reünie en Mel Galley zich blesseerde, bleef Whitesnake als een kwartet verder live optreden. In Japan en Noord- en Zuid-Amerika was de band immens populair. Achter de schermen speelde Richard Bailey keyboards.

### 1985-1987: het album1987
Tijdens de opnames van het nieuwe album liep het echter helemaal mis. Coverdale kon de zangpartijen wegens ziekte niet inzingen en na geruchten over wanbetalingen zat Coverdale met een deel opnames, maar zonder muzikanten. Om het album af te maken, riep Coverdale de hulp van Don Airey en Aynsley Dunbar in. Voor een heropname van "Here I Go Again" huurde Coverdale de ritmesectie van Heart en de Nederlandse gitarist Adje (Adrian) van den Berg (ook bekend als Vandenberg) in, die de gitaarsolo inspeelde.

### 1987-1988: Hairband
Toen het album klaar was, zat Coverdale zonder muzikanten. Het album had ook geen titel en zou onder de naam 1987 (het verschijningsjaar) bekend worden. Om het album te promoten en onder de invloed van MTV moest Coverdale een videoclip uitbrengen. Coverdale ronselde Vandenberg, Vivian Campbell (ex-Dio), Rudy Sarzo (ex-Ozzy Osbourne) en Tommy Aldridge (eveneens ex-Ozzy Osbourne) bijeen voor de opnames van de videoclips. Met een Brit, een Amerikaan, een Cubaan, een Ier en een Nederlander moest ook een van de meest internationale hardrockbands op de planken staan. Het album was een groot commercieel succes, wat mede te danken was aan die videoclips met de verschijning van fotomodel en actrice Tawny Kitaen. Tijdens de opnames van de clips bloeide een romance op tussen haar en Coverdale en later zouden zij ook trouwen. Naast harde rocknummers staan er ook rustige rockballads op het album en meerdere singles bereikten hoge plaatsen in de verschillende hitlijsten, tot de hoogste plaats in de VS met de single "Here I Go Again" (een heropname van een door Marsden gepend nummer). In dezelfde bezetting als gebruikt voor de videoclips trad de band ook op. Een gepland concert in Nederland werd afgelast wegens ziekte van Coverdale. Na de tournee verliet Campbell de groep, niet geheel tot ongenoegen van Vandenberg, die het niet goed met hem kon vinden.

### 1989-1990: Slip of the Tongue
Voor het nieuwe album Slip of the Tongue componeerde Coverdale samen met Vandenberg de nummers. Vanwege een polsblessure en weinig gevoel in de vingers (dit bleek later veroorzaakt door een nekhernia) kon Vandenberg zijn partijen niet inspelen. Coverdale huurde Steve Vai in en gaf hem carte blanche om de partijen op eigen wijze in te spelen. Door Vai werd deze mogelijkheid benut om zichzelf bij een groter publiek bekend te maken. Ondanks persoonlijke verschillen tussen Vai en Vandenberg is de tournee de succesvolste van Whitesnake.

### Coverdale/Page
Coverdale besloot echter de band tijdelijk te stoppen om te kunnen samenwerken met Led Zeppelin-gitarist Jimmy Page onder de noemer Coverdale/Page. In 1993 werd een verzamelalbum uitgebracht waarbij alleen de drie laatst uitgebrachte albums gebruikt werden. In het nieuwe huurlingenlegioen ter promotie van het album verschenen naast Heart-drummer Denny Carmassi (meegenomen van Coverdale/Page), Ratt-gitarist Warren DeMartini en toetsenist Paul Mirkovich ook oudgedienden Vandenberg en Sarzo.

### David Coverdale & Whitesnake, Farewell-tournee
In 1997 besloot Coverdale om een soloalbum op te nemen. Onder druk van de platenmaatschappij werd het album Restless Heart echter toch onder de naam Whitesnake uitgebracht. Een nieuw huurlingenlegioen met naast Coverdale, Vandenberg en Carmassi Tony Franklin, Steve Farris en Derek Hilland werd samengesteld voor de "Farewell Tour". Een akoestisch optreden met alleen Coverdale en Vandenberg werd in Japan opgenomen en twee dagen later ook uitgebracht. Hierna besloot Coverdale om opnieuw (tijdelijk) te stoppen met Whitesnake en zich te richten op een solocarrière.
Het soloalbum Into the Light uit 2000 opgenomen met als co-writer en gitarist Earl Slick bleek echter niet aan te slaan.

### 2004-2007: terugkeer van Whitesnake
In 2004 werd opnieuw een Whitesnake samengesteld met gitaristen Doug Aldrich en Reb Beach, bassist Marco Mendoza, toetsenist Timothy Drury en oudgediende Tommy Aldridge op drums. Van deze wereldtournee, die ook doorliep in 2005, werd een dvd opgenomen die in 2006 verscheen. Bij de promotie van de dvd was Mendoza vertrokken naar Ted Nugent en vervangen door Uriah Duffy. Voor de Benelux werd Arrow Rock in Nederland met een gastrolletje voor Vandenberg en Graspop in België aangedaan. Begin 2007 werd er een livealbum uitgebracht met als titel Live in the Shadow of the Blues met daarop vier nieuwe nummers, een voorbereiding op een nieuw album dat later in het jaar verscheen en daarop een nieuwe wereldtournee.

### 2007-heden: Good to be Bad
Eind 2007 werd bekendgemaakt dat Aldridge bij Thin Lizzy bleef, waarmee hij al enkele jaren af en toe toerde en vervangen werd door Chris Frasier. Voor 2008 werden alvast optredens op het Arrow Rock Festival (Nederland) en het Graspop-festival (België) in juni aangekondigd. In april verscheen na lange tijd een nieuw studioalbum, Good to Be Bad. Op 21 december 2008 gaf Whitesnake zijn laatste concert van de tournee "Good to Be Bad" in 013 te Tilburg; ook Adrian Vandenberg was voor twee nummers aanwezig. Whitesnake was ook in 2011 weer van de partij op het Graspop-festival. In 2012 en 2013 trad hij ook regelmatig met Whitesnake op.
Rond 5 juli 2013 verscheen een live-dubbelalbum met muziek van de laatste jaren. Daarop ook nummers met Adrian Vandenberg.

### Laatste tournee
In 2022 kondigde Whitesnake het afscheid aan wat betreft liveoptredens. Samen met de band Europe, die in dezelfde tijd als Whitesnake heel populair werd, traden ze op met de "Farewell Tour", die een groot deel van de wereld aandeed, ook nog in 2023. Vanaf juli 2022 werd de toer onderbroken, door gezondheidsproblemen bij zanger David Coverdale.

## Bezetting
- David Coverdale: zang (1976–1982, 1982–1991, 1994, 1997–1998, 2002–heden)
- John Sykes: gitaar en achtergrondzang (1983–1986)
- Adrian (Adje) Vandenberg: lead- en elektrische gitaar (1986–1991, 1994, 1997)
- Steve Vai: lead- en elektrische gitaar (1989–1991)
- Reb Beach: lead- en elektrische gitaar (2002–heden)
- Joel Hoekstra: lead- en elektrische gitaar (2014–heden)
- Michael Devin: bassist (juni 2010–heden)
- Tommy Aldridge: drums (1987–1991, 2002–2007, 2013–heden)
- Michele Lupi: keyboard (2015–heden)

## Discografie

### Albums
| Album met eventuele hitnotering(en) in de Nederlandse Album Top 100 | Datum van verschijnen | Datum van binnenkomst | Hoogste positie | Aantal weken | Opmerkingen        |
| ------------------------------------------------------------------- | --------------------- | --------------------- | --------------- | ------------ | ------------------ |
| Snakebite                                                           | 1978                  | -                     |                 |              |                    |
| Trouble                                                             | 1978                  | -                     |                 |              |                    |
| Lovehunter                                                          | 1979                  | -                     |                 |              |                    |
| Live at Hammersmith                                                 | 1980                  | -                     |                 |              | Japans Livealbum   |
| Ready an' willing                                                   | 1980                  | -                     |                 |              |                    |
| Live... in the heart of the city                                    | 1980                  | -                     |                 |              | Livealbum          |
| Come an' get it                                                     | 1981                  | -                     |                 |              |                    |
| Saints & Sinners                                                    | 1982                  | -                     |                 |              |                    |
| Slide it in                                                         | 1984                  | -                     |                 |              |                    |
| 1987                                                                | 1987                  | 18-04-1987            | 30              | 27           |                    |
| Slip of the Tongue                                                  | 1989                  | 2-12-1989             | 43              | 16           |                    |
| Restless Heart                                                      | 23-05-1997            | 21-06-1997            | 58              | 4            |                    |
| Starkers in Tokyo                                                   | 1998                  | -                     |                 |              |                    |
| Best of                                                             | 24-03-2003            | -                     |                 |              | Verzamelalbum      |
| Live... in the Shadow of the Blues                                  | 2006                  | -                     |                 |              | Livealbum          |
| Good to be bad                                                      | 18-04-2008            | 26-04-2008            | 33              | 4            |                    |
| Forevermore                                                         | 25-03-2011            | 02-04-2011            | 42              | 3            |                    |
| Made in Britain                                                     | 05-07-2013            | -                     | -               | -            | Dubbelalbum (live) |
| The Purple Album                                                    | 18-05-2015            | -                     | -               | -            |                    |

### Singles
| Single met eventuele hitnotering(en) in de Nederlandse Top 40 | Datum van verschijnen | Datum van binnenkomst | Hoogste positie | Aantal weken | Opmerkingen                                                         |
| ------------------------------------------------------------- | --------------------- | --------------------- | --------------- | ------------ | ------------------------------------------------------------------- |
| Here I Go Again                                               | 1987                  | 31-10-1987            | 5               | 8            | #6 in de Nationale Hitparade Top 100 / Veronica Alarmschijf Radio 3 |
| Is This Love                                                  | 1988                  | 23-01-1988            | 23              | 5            | #31 in de Nationale Hitparade Top 100                               |
| Fool For Your Loving                                          | 1990                  | 27-01-1990            | 19              | 5            | #19 in de Nationale Top 100 / Veronica Alarmschijf Radio 3          |

### Dvd's
| Dvd's met hitnoteringen in de Nederlandse Music Top 30 | Datum van verschijnen | Datum van binnenkomst | Hoogste positie | Aantal weken | Opmerkingen |
| ------------------------------------------------------ | --------------------- | --------------------- | --------------- | ------------ | ----------- |
| Live at Donington 1990                                 | 2011                  | 11-06-2011            | 20              | 2            |             |
| Made in Japan                                          | 2013                  | 27-04-2013            | 9               | 2            | (live)      |
| The purple tour                                        | 2018                  | 27-01-2018            | 3               | 6            |             |

### NPO Radio 2 Top 2000
| Nummers met noteringen in de NPO Radio 2 Top 2000 | '14 | '15 | '16 | '17 | '18  | '19  | '20  | '21  | '22  | '23  | '24  |
| ------------------------------------------------- | --- | --- | --- | --- | ---- | ---- | ---- | ---- | ---- | ---- | ---- |
| Here I Go Again                                   | 734 | 655 | 645 | 528 | 657  | 774  | 732  | 808  | 836  | 909  | 1005 |
| Is This Love                                      | -   | -   | -   | -   | 1862 | 1773 | 1821 | 1763 | 1903 | 1946 | -    |

1. ↑  Een '-' betekent dat het nummer niet was genoteerd en een vetgedrukt getal geeft de hoogste notering van een nummer aan.
2. ↑  2014 was het eerste jaar met een notering voor Whitesnake.

## Videografie
- Fourplay (VHS, 1983)
- Live ! Donnington Park (1983)
- Trilogy (VHS, 1988)
- Live... in the Still of the Night (dvd, 2006)